# Clubiona charitonovi
Clubiona charitonovi là một loài nhện trong họ Clubionidae.
Loài này thuộc chi Clubiona. Clubiona charitonovi được miêu tả năm 1990 bởi Mikhailov.